# Horno dragón

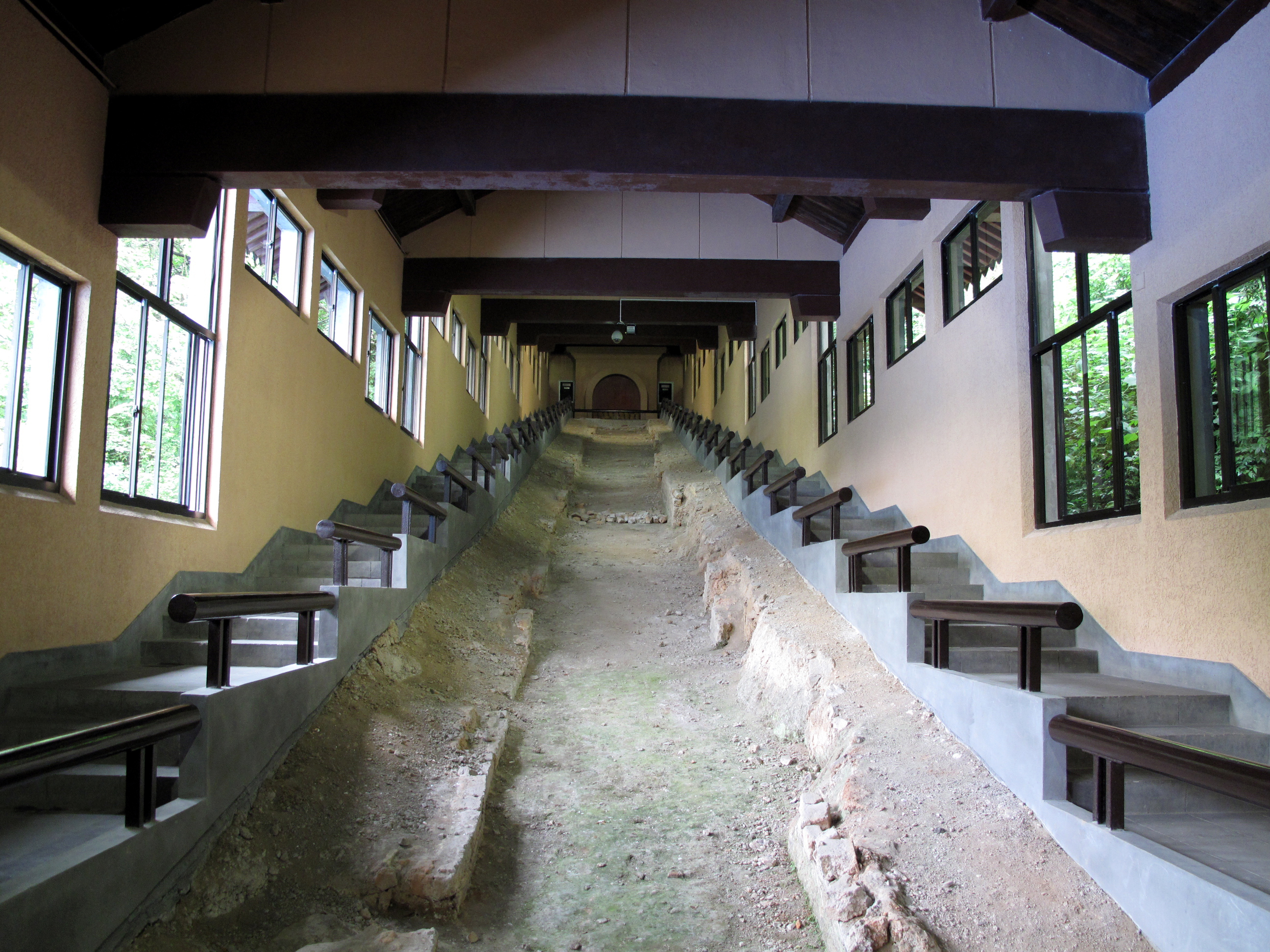
Suelo excavado de un horno de dragón, 40 metros de largo en el Horno de la Cueva del Tigre.

Un horno dragón (en chino tradicional, 龍窯; pinyin, lóng yáo; Wade-Giles, lung-yao) u "horno escalado", es una forma tradicional de horno chino, usado para cerámica China, especialmente al sur de China. Es largo y estrecho, y depende de tener una inclinación muy pronunciada, que usualmente varia entre los 10° y 16°, para el buen funcionamiento del horno. El horno puede alcanzar temperaturas muy altas, a veces logrando los 1400 °C, los cuales son necesarios para productos de alto fuego como porcelana, y diferentes tipos de arcilla, los cuales desafiaron a los barreros de Europa, algunas de las muestras eran muy exorbitantes, superando los 60 metros de largo, permitiendo fundir 25,000 piezas al mismo tiempo. Para el comienzo del siglo XII los hornos ya habían alcanzado los 135 metros de largo, permitiendo fundir cantidades más grandes de cerámica; más de 100,000 habían sido adquiridas.

## Historia
De acuerdo con excavaciones recientes en el Distrito de Shangyú en el noreste de la provincia de Zhejiang en otra parte, Los orígenes del horno de dragón surgen desde los tiempos de la dinastía Shang  (c. 1600 - 1046 a. C.), y esta vinculada con los orígenes de la arcilla, cocinados a 1200 °C o más, Estos hornos eran mucho más pequeños que los hornos posteriores, algunos de 5-12 metros de largo, y con una pendiente mucho menos inclinada.
Los hornos comenzaron a desarrollarse por el comienzo del periodo de guerra establecido, y por el reino Wu Oriental (220–280 CE), había más de 60 hornos en Shangyu. El diseño principal permaneció en el sur de la China hasta que surgió la dinastía Ming. Las zonas alfareras del sur de la China son en su mayoría montañosas, mientras que los que se encuentran en las llanuras del norte de China carecen de pendientes inclinadas; ahí predomina el horno de Mantou.
El horno de Nanfeng en la provincia de Guangdong tiene varios siglos de antigüedad pero aun se encuentra en funcionamiento. Fue un productor de la cerámica Shiwan así como de cerámica arquitectónica, además de que hoy en día funciona como atracción turística.

## Características

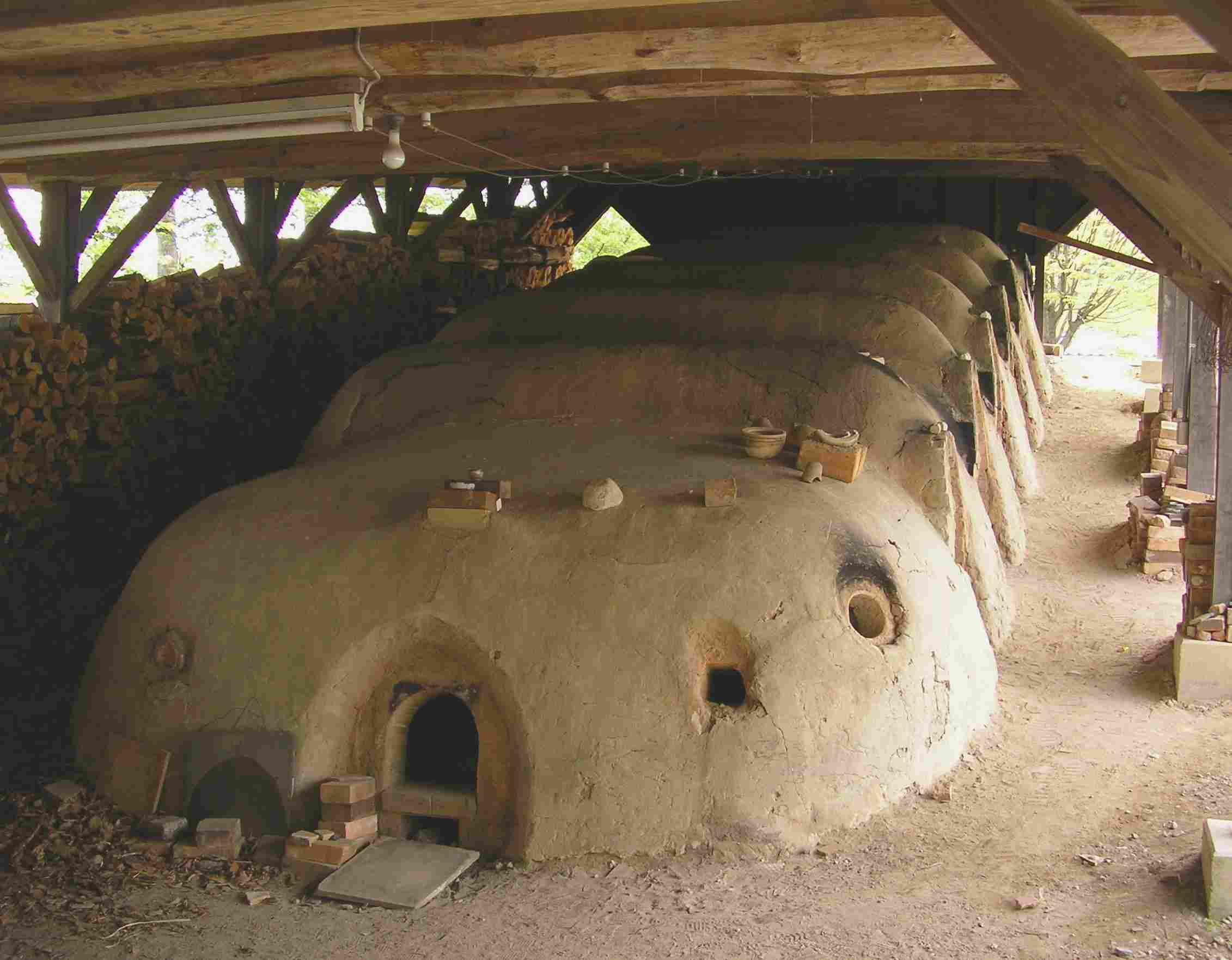
Horno japonés.

Normalmente los hornos estaban hechos de ladrillo, y había otro tipo de hornos, donde las flamas iban de forma horizontal, reemplazando dando el aspecto de piso plano, Y tal vez utilizando grava o material similar en el suelo para permitir que se apoyen pilas verticales. En el periodo de la canción del sur (1127–1279), Algunos hornos eran construidos como una serie de cuartos, colocados en forma de fila sobre la pendiente, y con puertas que conectaban los hornos entre sí para dar acceso a los trabajadores durante el cocinado de materiales. Podía haber un estimado de 12 cámaras. Las cámaras de los hornos se ocupaban usualmente para trabajar con Longquan celadon.
La cámara principal estaba hasta el fondo, pero podría haber otros depósitos adicionales que permitían añadir intervalos de combustible en la pendiente, al igual que hoyos pequeños que permitían echar un vistazo al interior. En la parte de arriba hay una chimenea, pero debido a la altura de la pendiente esta podía no ser tan alta. El tamaño y la forma de los hornos variaba considerablemente. El cocinado comenzó en el fondo del horno y se movía por encima de la pendiente. El combustible podía ser madera (y pocas veces) carbón, que afectaba el proceso de cocinado, la madera reducía la atmósfera y el carbón la oxidaba La cantidad de cerámica era la misma que la cantidad de madera que se requería para el cocinado. Generalmente los contenedores de cerámica fueron utilizados en períodos posteriores. Esto fue una innovación de porcelana del norte de la dinastía Song.
Los hornos tenían una gran capacidad para que varias piezas de cerámica fueran horneadas, pero el fuego no abarcaba toda la capacidad del horno por lo que el resultado podía variar. En los hornos más grandes salían las mejores piezas, ya que el calor era mejor distribuido en estos. Como un ejemplo, El más amplio rango de colores visto en la cerámica China celadon son Yue ware y Longquan celadon debido a las variaciones de la temperatura con la que se hornean. Las variaciones en la forma de la cerámica blanca, Ding y la Qingbai fueron resultado del uso de combustible. Algunas de las cámaras de hornos más sofisticadas fueron construidas para hornear la porcelana de Dehua, donde el control de temperatura era esencial.  ] El horno escalado fue utilizado en Corea entre los años 100 y 300 CE, y mucho después en Japón en varios tipos de hornos de anagama, y en otras partes de Asia del este. La producción más grande de cerámica no era exclusiva de Asia, pues hornos más grandes para cerámica de la Roma antigua podían hornear hasta 40,000 piezas a la vez. .